# Pentozali
Le pentozali (en grec πεντοζάλη, littéralement : cinq pas qui tournoient) est une danse Danse traditionnelle grecque de Crète. Elle est exécutée par des hommes, et se caractérise par ses cinq variations. Elle se danse sur une mesure binaire (2/4).